# NGC 3584
NGC 3584 (también llamada NGC 3576, NGC 3579, NGC 3581, NGC 3582 o NGC 3586) es una nebulosa menor ubicada en el Brazo de Sagitario de nuestra galaxia a unos pocos miles de años luz de la nebulosa η Carinae. Cuando John Herschel descubrió esta nebulosa en 1834 él sólo pudo ver las partes brillantes de una nebulosa, por eso en aquel entonces recibió seis números diferentes de clasificación.
El astrofotógrafo argentino Claudio Pietrasanta, perteneciente a la Asociación Argentina Amigos de la Astronomía ha tomado numerosas fotografías de este objeto, algunas de las cuales ilustran importantes revistas astronómicas.
- Datos: Q1105445
- Multimedia: NGC 3576 / Q1105445